# Чесменское сельское поселение (Челябинская область)
Чесменское се́льское поселе́ние — муниципальное образование в Чесменском районе Челябинской области Российской Федерации. В рамках административно-территориального устройства муниципальное образование соответствует административно-территориальной единице Чесменский сельсовет.
Административный центр — село Чесма.

## История
В 2004 году муниципальное образование Чесменский сельсовет разделили на муниципальные образования «Редутовский сельсовет», «Тарасовский сельсовет», «Чесменский сельсовет».

Статус и границы сельского поселения установлены Законом Челябинской области от 12 ноября 2004 года № 289-ЗО «О статусе и границах Чесменского муниципального района и сельских поселений в его составе»

## Население
| 2002  | 2010  | 2011  | 2012  | 2013  | 2014  | 2015  |
| ----- | ----- | ----- | ----- | ----- | ----- | ----- |
| 7004  | ↘6517 | ↘6507 | ↘6465 | ↘6396 | ↗6405 | ↘6340 |
| 2016  | 2017  | 2018  | 2019  | 2020  | 2021  | 2023  |
| ↘6313 | ↗6334 | ↗6348 | ↘6288 | ↗6310 | ↘6067 | ↘6045 |

## Состав сельского поселения
| № | Населённый пункт | Тип населённого пункта       | Население |
| - | ---------------- | ---------------------------- | --------- |
| 1 | Чесма            | село, административный центр | ↘6045     |